# Sveagruva
Sveagruva (svédül) vagy egyszerűen Svea bányásztelepülés a norvég területen fekvő Svalbardon Ez a harmadik legnagyobb település a Spitzbergák területén (Longyearbyen és Barentsburg után). Jelenleg mintegy 300 dolgozót ingázik Longyearbyenből Sveagruvaba napi vagy heti rendszerességgel. Nincsen állandó lakossága.
A település közelében található a Svea Repülőtér.

## Története
A települést a svédek alapították 1917-ben, majd 1944-ben elpusztult, de hamar helyreállították a második világháború után. A bányászati tevékenység 1949-ben megszűnt. Az 1990-es években a város szinte eltűnt, köszönhetően a hozzáférhetőbb bányáknak Longyearbyen közelében. A bányában 2005-ben 5 hétig tartó tűz pusztított, amely 700 millió norvég koronás kárt okozott. Ma Sveagruva a legtermékenyebb szénbánya  Svalbardon. 2001-ben megnyitott bánya akár 4 millió tonna szenet is termel évente, így ez az egyik legnagyobb felszín alatti szénbánya Európában.